# Павильон персидских учёных

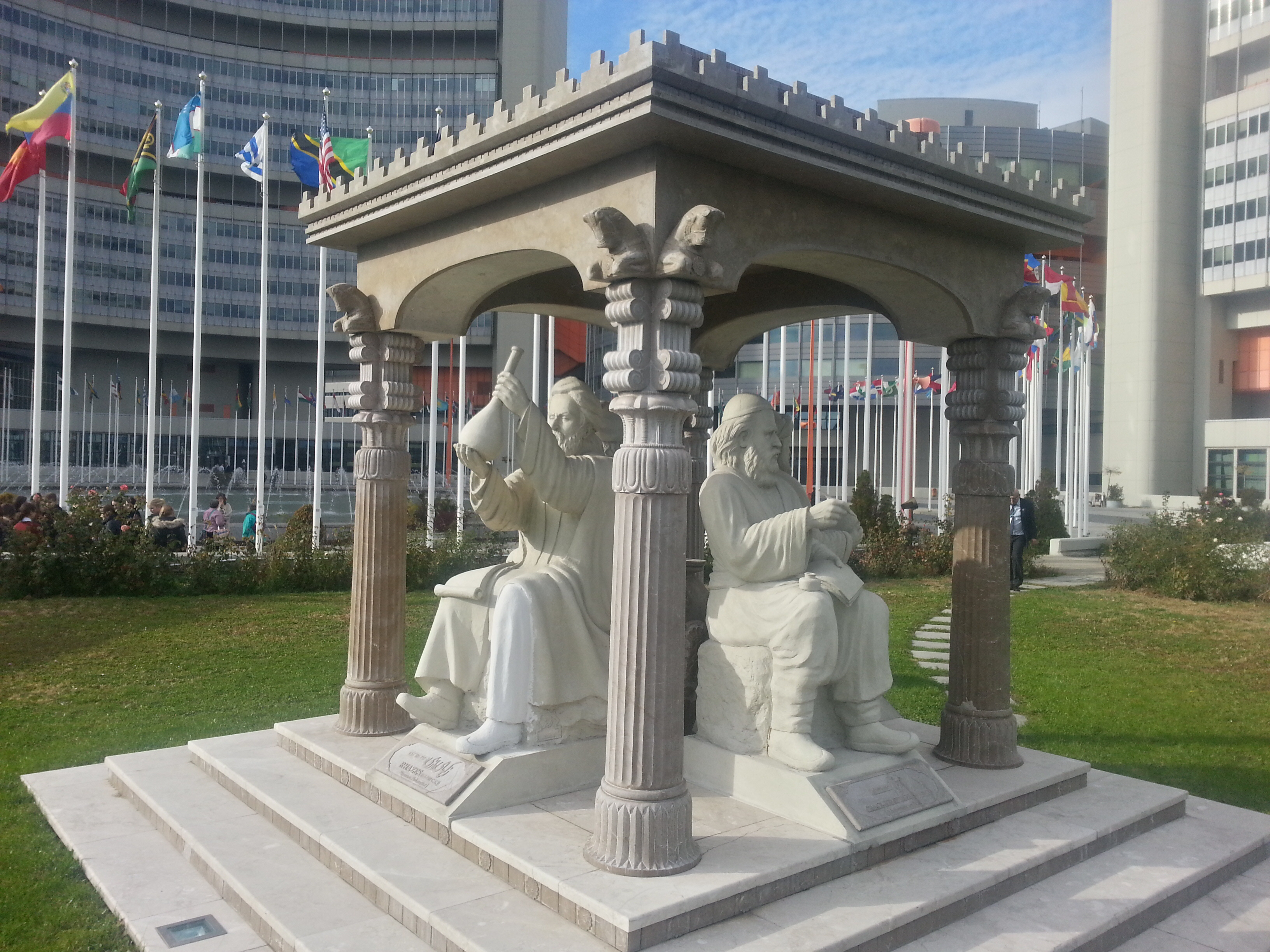
Внешний вид павильона персидских учёных.

Павильон персидских учёных (англ. The Scholars Pavilion — «Павильон учёных», перс. چهارطاقی دانشمند ایرانی‎ — «Чахартак иранских учёных») — памятник, подаренный Исламской Республикой Иран в июне 2009 года отделу Организации Объединенных Наций в Вене, Австрия.
Архитектура памятника представляет собой сочетание исламской архитектуры и архитектуры Ахеменидов. Павильон включает в себя статуи четырех известных персидских учёных: Ибн Сины, аль-Бируни, Мухаммада ибн Закарии ар-Рази и Омара Хайяма.

## Галерея
|                       |            |                              |          |          |
| Абу Рейхан аль-Бируни | Омар Хайям | Мухаммад ибн Закария ар-Рази | Ибн Сина | Табличка |